# Domingos Simões Pereira
Domingos Simões Pereira (Farim, 20 d'octubre de 1963) és un polític de Guinea Bissau que va ocupar el càrrec de Primer ministre de Guinea Bissau des del 4 de juliol de 2014 fins al 20 d'agost de 2015.

## Carrera política
Entre 2008 i 2012 va ser secretari executiu de la Comunitat de Països de Llengua Portuguesa. El 9 de febrer de 2014 va ser triat líder del Partit Africà per la Independència de Guinea i Cap Verd succeint Carlos Gomes Júnior, antic primer ministre deposat per un cop d'estat després de guanyar les eleccions presidencials en 2012.
Les primeres eleccions legislatives celebrades després del cop, a l'abril de 2014, van donar la majoria absoluta al seu partit en aconseguir 55 dels 102 escons. Malgrat la victòria al Parlament el seu nomenament com a primer ministre no es va confirmar fins a la victòria de José Mário Vaz, del seu mateix partit, en la segona volta de les presidencials. El 8 de juliol va anunciar la composició del seu govern, completant la tornada a la legalitat institucional dos anys després del cop militar. En els primers mesos del seu govern va haver de fer front al brot d'ebola a Àfrica Occidental i a l'agost va ordenar el tancament de fronteres amb Guinea, molt afectada per l'epidèmia. Poc després va començar a tenir dissensions amb el president i aquest el va destituir el 12 d'agost de 2015, substituint-lo per Baciro Djá.